# Березовский, Максим Созонтович
Макси́м Созо́нтович Березо́вский (16 [27] октября 1745, по другим сведениям — 1741 год — 22 марта [2 апреля] 1777, Санкт-Петербург, Российская империя) — русский композитор, работавший также в Италии. Наряду с Д. С. Бортнянским считается создателем классического типа русского хорового концерта. В трудах некоторых украинских исследователей также рассматривается как представитель украинской композиторской школы.

## Биография
До наших дней от XVIII столетия дошло лишь 6 подлинных архивных документов с именем Березовского. Из его нотных автографов (кроме скрипичной сонаты и экзаменационного антифона, написанного в Болонье) ничего не сохранилось. В связи с этим многие вехи жизни Березовского оказываются спорными, а изложение творческого пути композитора не только в отдельных, но и в узловых моментах является «гипотезой с определённой степенью вероятности».
Родился 16 (27) октября 1745 год; по другим сведениям — в 1741 году. Отец Максима Березовского — глуховский дворянин Созонт Березовский, служивший в Санкт-Петербурге; род его деятельности не установлен. Место рождения Максима Березовского достоверно не известно. Считается, что до 8 лет он мог жить в Глухове, где пел в хоре Глуховской певческой школы, основанной по именному указу императрицы Анны Иоанновны. Ученики изучали «киевское», «четырёхгласное» и «партесное русское» (на несколько партий) пение, нотную грамоту, игру на цимбалах и бандуре. Затем юный Березовский, предположительно, учился в Киевской духовной академии.
С 13 лет (1758) — певчий в капелле при дворе великого князя Петра Фёдоровича (будущего Петра III). Я. Штелин упоминает имя Березовского как певца в постановках итальянских опер в Ораниенбауме в 1759 и 1769. В 1763 году женился на дочери валторниста придворного оркестра Францине Юбершер — выпускнице ораниенбаумской театральной школы, танцовщице придворного театра.
В 1760-х годах Березовский, служивший камер-музыкантом при дворе Петра III, затем Екатерины II, создал ряд хоровых церковных концертов и прочей духовной музыки. Его композиторское мастерство получило множество одобрительных отзывов современников — композитора хвалили за хороший вкус и мелодичность произведений. «История российской музыки» пишет, что хоровой концерт классического типа М. Березовского объединил традиции отечественного церковного пения «а капелла» (без инструментального сопровождения) с пением итальянских хоровых школ. Он утвердился в 1760-х годах благодаря произведениям итальянцев, работавших в России, а также хоровым кантатам первого автора в этом жанре — Березовского.
Весной 1769 года Березовского направили в Болонскую филармоническую академию, где он обучался до 1771 года. Одна из самых престижных музыкальных школ Европы, академия готовила музыкантов с 1666 г.. Доверие к мастерству выпускников академии основывалось на высоком научном и педагогическом авторитете её главы — знаменитого композитора Дж.-Б. Мартини, которого современники называли «богом музыки». Он и стал учителем Березовского.
Для получения звания академика предстояло не только пройти три уровня обучения, но и сдать экзамен по композиции. Экзаменационным заданием было сочинение полифонической пьесы в определённом стиле на заданную тему. Композитор выдержал такой экзамен в 1771 году. Протокольная рукопись антифона Березовского, подписанная «Massimo Berezovsky», до сих пор хранится в архиве академии. В тот же день экзаменовали чешского композитора Йозефа Мысливечека, а за год до этого юного Вольфганга Амадея Моцарта. Оба они также стали академиками. Получение статуса иностранного члена академии (1771) дало Березовскому право работать капельмейстером.
Пребывание Березовского в Италии не ограничилось лишь Болоньей, композитор посещал Венецию, где получал стипендию, и бывал в Ливорно, где стояла российская морская эскадра. Для традиционного зимнего карнавала в Ливорно Березовский написал оперу «Демофонт» (либретто П. Метастазио, поставлена в 1773 в Ливорно; сохранилась фрагментарно). Прожив в Италии свыше четырёх лет, Березовский побывал и в других городах. На рукописи его «Сонаты для скрипки и клавесина» обозначено место написания — Пиза. В итальянских архивах были выявлены «Симфония» и три клавирные сонаты. До сих пор не найдены партитуры кантаты и концерта, о существовании которых известно из разных источников.
В октябре 1773 года композитор вернулся в Петербург и был назначен в штат императорских театров, а через восемь месяцев — капельмейстером придворной капеллы. Свидетельства о последних годах жизни Березовского противоречивы. Согласно первому биографу композитора Евгению (Болховитинову) он «впал в ипохондрию» и «зарезал сам себя». Некоторые биографы объясняли это самоубийство знакомством Березовского с опальной княжной Таракановой. Современный биограф композитора М. Г. Рыцарева отрицает такую версию последних лет жизни композитора. Она указывает на то, что в Россию Березовский вернулся за два года до ареста Таракановой, а версия о самоубийстве впервые появляется в книгах Евгения только во втором десятилетии XIX в. Как показывает Рыцарева, Березовский в марте 1777 года заболел «горячкой» (какое заболевание описывалось таким словом, неизвестно), которая и послужила причиной его скоропостижной кончины.

## Творчество
Наряду с Д.С. Бортнянским Березовский считается создателем классического типа русского хорового концерта (без инструментального сопровождения). Ему принадлежат Литургия святого Иоанна Златоуста (наиболее известная часть — «Верую»), хоровые концерты («Господь, воцарися», «Отры́гну сердце», «Милость и суд», «Слава в вышних Богу», «Не имамы иныя помощи»), причастные стихи («Знаменася на нас», «В память вечную», «Хвалите Господа с небес» и др.). Вершина творчества Березовского в области духовной музыки — хоровой концерт «Не отвержи мене во время старости» (на отдельные стихи псалма 70). Всего атрибуировано 46 его хоровых сочинений, некоторые из которых (по состоянию на сентябрь 2022) не опубликованы.
Значительное влияние на творчество Березовского оказала музыка западноевропейского барокко. В Италии Березовский сочинял, главным образом, салонную музыку в классицистской манере; среди крупных сочинений в «западной» стилистике — опера-сериа «Демофонт» (Ливорно, 1773; сохранились 4 арии) и соната для скрипки и клавесина (1772).

## Рецепция
Факты биографии Березовского (в том числе, легендарные) использовал режиссёр Андрей Тарковский в сценарии своего фильма «Ностальгия» (1983).